# Esna Boyd
Esna Boyd (Melbourne, 21 settembre 1899 – 1966) è stata una tennista australiana.

## Biografia
Durante la sua carriera giunse in finale nel singolare all'Australasian Championships nel 1922 perdendo contro Margaret Molesworth in due set (6-3 10-8).
Susseguirono altre finali per lei, sempre perse: nel 1923 perse nuovamente contro Margaret Molesworth per 6-1, 7-5, nel 1924 perse sempre contro Sylvia Lance Harper per 6-3, 3-6, 8-6, nel 1925 contro Daphne Akhurst  per 1-6, 8-6, 6-4 e nel 1926 sempre perdendo contro Daphne Akhurst.
Nel doppio vinse diverse competizioni:
- 1922, con Marjorie Mountain contro Floris St. George e Lorna Utz per 1-6, 6-4, 7-5
- 1923, con Sylvia Lance Harper contro Margaret Molesworth e H. Turner
- 1926, con Meryl O'Hara Wood contro Daphne Akhurst Cozens e Marjorie Cox Crawford per 6-3, 6-8, 8-6
- 1928, con Daphne Akhurst Cozens contro Kathrine Le Mesurier e Dorothy Weston